# Speloeophorus pontifer
Speloeophorus pontifer är en kräftdjursart som först beskrevs av William Stimpson 1871.  Speloeophorus pontifer ingår i släktet Speloeophorus och familjen Leucosiidae. Inga underarter finns listade i Catalogue of Life.